# I Get Around

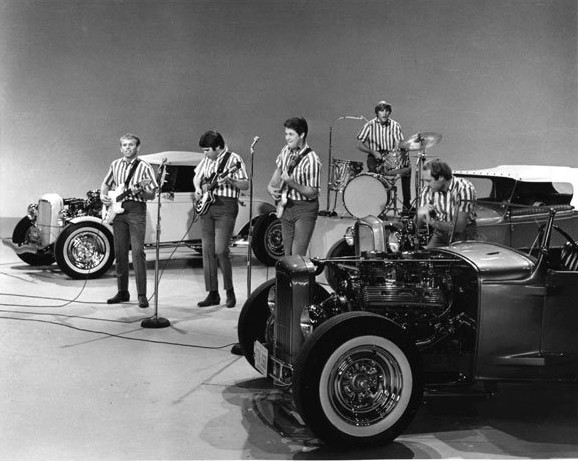
Beach Boys framför "I Get Around" i Ed Sullivan Show 1964.

I Get Around är en låt från 1964, skriven av Brian Wilson och Mike Love för The Beach Boys. Ledsångare på låten är Love. Låten är anmärkningsvärd för sin omvända struktur - det börjar med en kör och har två korta verser. Det var en singel som släpptes 1964 av Capitol Records, och B-sida var "Don't Worry Baby", som gick upp till nummer 24 i USA. "I Get Around" var The Beach Boys första hitlåt som blev singeletta i Förenta staterna. Den nådde en sjunde plats i Storbritannien, som var bandets första topp tio-framgång där. Låten ingick på albumet All Summer Long från 1964.
Låten är sedan 2017 invald i Grammy Hall of Fame.

## Listplaceringar
| Lista (1964)   | Position          |
| -------------- | ----------------- |
| Kanada         | 1                 |
| Storbritannien | 7                 |
| Sverige        | 19 (Kvällstoppen) |
| Sverige        | 10 (Tio i topp)   |
| USA            | 1                 |
| Vallonien      | 48                |
| Västtyskland   | 38                |